# Groove Theory
Groove Theory es un dúo de R&B estadounidense, más conocidos por sus éxitos "Tell Me", "Keep Tryin'" y "Baby Luv" de 1995, de su álbum debut Groove Theory. La versión original del grupo estaba compuesta por la cantante femenina Amel Larrieux y el cantante/actor/productor Bryce Wilson. Larrieux abandonó el grupo en 1999 para continuar su carrera en solitario y fue reemplazada por Makeda Davis. Groove Theory firmó por Columbia Records, pero fueron despedidos antes de que su segundo disco, The Answer, fuera lanzado.